# Tramonti
Tramonti ist eine italienische Gemeinde mit 4153 Einwohnern (Stand 31. Dezember 2023) in der Provinz Salerno in der Region Kampanien. Sie gehört zur Bergkommune Comunità Montana Penisola Amalfitana. Der Name der Gemeinde leitet sich von „intra montes“ (von Bergen umgeben) ab.

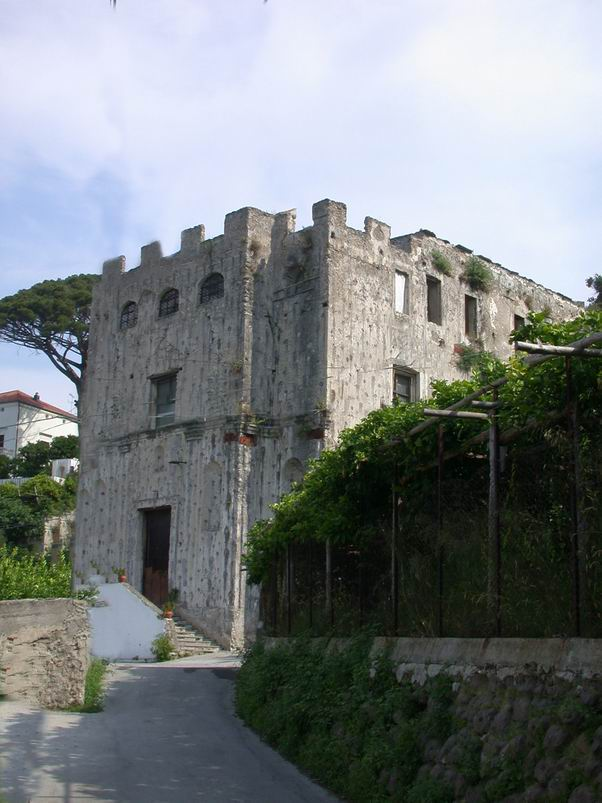
Conservatorio von Tramonti

## Geografie
Nachbargemeinden sind Cava de’ Tirreni, Corbara, Lettere (NA), Maiori, Nocera Inferiore, Nocera Superiore, Pagani, Ravello und Sant’Egidio del Monte Albino.
Die Ortsteile heißen Campinola, Capitignano, Cesarano, Corsano, Figlino, Gete, Novella, Paterno Sant’Arcangelo, Paterno Sant’Elia, Pietre, Polvica, Ponte und Pucara. Der Sitz der Gemeindeverwaltung befindet sich in Polvica.

## Sehenswürdigkeiten
Das Conservatorio di San Giuseppe e Teresa war ein den Heiligen Joseph und Theresa geweihtes Frauenkloster, errichtet 1662–1723. Die Nonnen produzierten dort einen Kräuterlikör namens „Concerto“, eine Spezialität des Ortes. Heute sind die Gebäude vom Verfall bedroht.

## Städtepartnerschaften
- Pézilla-la-Rivière in der französischen Region Okzitanien, seit 2001